# George Connor (Footballspieler)
George Lee Connor (* 21. Januar 1925 in Chicago, Illinois; † 31. März 2003, ebenda) war ein American-Football-Spieler und -Trainer in der National Football League (NFL). Er spielte bei den Chicago Bears.

## Spielerlaufbahn

### Collegekarriere
George Connor besuchte in Chicago die High School und studierte danach in den Jahren 1942 und 1943 am College of the Holy Cross, wo er auch American Football spielte. 1944 und 1945 musste er seinen Wehrdienst bei der U.S. Navy ableisten. In den Kampfeinsatz musste Connor nicht, vielmehr hatte er die Möglichkeit seinen Dienst in einem Ausbildungslager zu verrichten, welches auf dem Campus der University of Notre Dame eingerichtet war. 1946 und 1947 setzte er dann sein Studium an diesem College fort und spielte für die Notre Dame Fighting Irish als Tackle, sowohl in der Defense, als auch in der Offense. Aufgrund seiner sportlichen Leistungen wurde er in beiden Jahren zum All American gewählt. 1946 erhielt er die Outland Trophy.

### Profilaufbahn
Connor wurde 1946 von den New York Giants in der ersten Runde an fünfter Stelle gedraftet. Mit dieser Verpflichtung war er nicht einverstanden und kündigte an lediglich in Chicago spielen zu wollen. Die Giants gaben ihn im Austausch gegen einen anderen Spieler an die von George Halas trainierten Chicago Bears ab. Ende der 1940er Jahre waren die Philadelphia Eagles das bestimmende Team in der NFL.

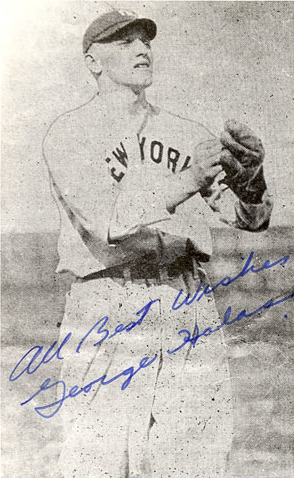
George Halas

Halas gab Connor einen Vertrag über drei Jahre mit einem jährlichen Einkommen von 13.000 US-Dollar. Dieses Gehalt war für einen Tackle außergewöhnlich hoch, war aber darauf zurückzuführen, dass Halas und sein Assistenztrainer Hunk Anderson an der Verpflichtung erstklassiger Abwehrspieler interessiert waren, um die Vormachtstellung der Eagles Offense brechen zu können. Connor wurde bei den Bears als Linebacker und als Defensive Tackle eingesetzt und hatte dabei namhafte Spieler wie Ken Kavanaugh und George McAfee an seiner Seite. Einsatzzeit erhielt er aber auch als Offensive Tackle und war dort für den Schutz von Quarterback Sid Luckman verantwortlich.
1950 konnte Connor mit den Bears das erste und einzige Mal in die Play-offs einziehen. Sie unterlagen aber im NFL-Meisterschaftsspiel den Los Angeles Rams mit 14:24.
Connor war als ausgesprochen harter Spieler bekannt, der allerdings nie unfair seine Arbeit verrichtete. 1954 erlitt er eine Knieverletzung, die dazu führte, dass er nur acht Spiele in dieser Saison ableisten konnte. Ihm gelang es nochmals in sein Team zurückzukehren, beendete aber nach der Saison 1955 seine Laufbahn.

## Nach der Spielerlaufbahn
George Connor wurde nach seiner Spielerlaufbahn Assistenztrainer bei den Chicago Bears. Danach war er als Kommentator für die Spiele der Bears und der Fighting Irish im Rundfunk tätig. Connor arbeitete anschließend als Repräsentant eines Kartonagenproduzenten, bevor er seine eigene Firma gründete. George Connor ist auf dem All Saints Catholic Cemetery & Mausoleum  in Des Plaines, Illinois, beerdigt. Connor hinterließ seine Ehefrau und zwei Söhne.

## Ehrungen
George Connor spielte viermal im Pro Bowl, dem Abschlussspiel der besten Spieler einer Saison. Er wurde siebenmal zum All-Pro gewählt. Connor ist Mitglied im NFL 1940s All-Decade Team, in der College Football Hall of Fame, in der Chicagoland Sports Hall of Fame und in der Pro Football Hall of Fame.